# Santa Sofia (Italia)
Santa Sofia (Santa Sfia in romagnolo) è un comune italiano di 4 031 abitanti della provincia di Forlì-Cesena, in Emilia-Romagna, situato nella parte centro-orientale dell'Appennino tosco-romagnolo, dove costituisce il centro abitato principale dell'Appennino forlivese. È sede della Comunità del Parco nazionale delle Foreste Casentinesi, Monte Falterona e Campigna, mentre la sede dell'Ente Parco è Pratovecchio Stia (AR).

## Storia
Possedimento antico degli arcivescovi di Ravenna, dal 1264 appartenne all'abbazia di Sant'Ellero. Appartenne poi al comune di Forlì, ai Malatesta di Sogliano e agli Ubertini della Carda, per tornare in possesso dell'abbazia nel XIV secolo. Nel 1425 passò alla Repubblica di Firenze. 
Insieme a tutte le parrocchie dell'abbazia di Sant'Ellero comprese nel Granducato di Toscana, nel 1785 venne annessa alla diocesi di Sansepolcro. Nel 1811 fu fondato il Comune.

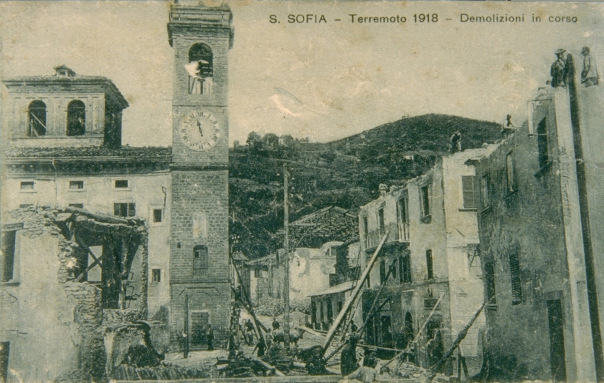
Santa Sofia dopo il sisma del 1918.

Il fiume Bidente segnava il confine tra Granducato di Toscana e Stato Pontificio. Santa Sofia, che è alla sinistra del fiume, apparteneva al Granducato, mentre sulla riva destra sorgeva un altro centro abitato, Mortano.
Anche dopo l'Unità d'Italia (1861) il paese continuò ad essere legato a Firenze. Dodici comuni romagnoli della Provincia di Firenze furono inseriti nel neonato Circondario di Rocca San Casciano e Santa Sofia ne fece parte. Il 10 novembre 1918 un violento terremoto colpì la città, facendo crollare il castello e molte abitazioni soprattutto quelle adiacenti alla rocca.
Nel 1923 Santa Sofia e Mortano vennero uniti per creare l'attuale comune di Santa Sofia. Tre anni dopo l'intero Circondario di Rocca San Casciano passò dalla Provincia di Firenze a quella di Forlì, cui Santa Sofia appartiene tuttora.
Durante la seconda guerra mondiale il territorio fu attraversato dalla linea Gotica, il fronte su cui si combatté la guerra di Liberazione tra le forze nazifasciste e i Partigiani dell'8ª Brigata Garibaldi. Nel suo territorio venne costituita dal Comandante Libero la prima, più estesa e duratura repubblica partigiana d'Italia: il dipartimento del Corniolo. La popolazione pagò un notevole tributo di sangue, fino alla Liberazione avvenuta nell'ottobre del 1944, grazie, oltre alla forze Partigiane, alle truppe polacche e inglesi.

## Monumenti e luoghi d'interesse
- Galleria d'arte moderna "Vero Stoppioni"[9], che ospita ogni anno il Premio Campigna e numerose opere dell'artista Mattia Moreni.
- Parco fluviale con le sculture moderne di vari artisti tra cui i coniugi Poirer.
- Chiesa del SS. Crocifisso (vi è conservato un crocifisso del '400).
- Chiesa parrocchiale di Santa Lucia (patrona del paese), con numerose opere provenienti dalle chiese del circondario.
- Piazza Matteotti col palazzo comunale e la torre civica.
- Castello (resti).
- Palazzo Giorgi (già Palazzo Mortani) e parco della Resistenza.
- Palazzo e piazza Mortani, attualmente di proprietà della famiglia Bianchini-Mortani, nel sobborgo di Mortano, sulla sponda destra del fiume.

### Nei dintorni
- Borgo di Corniolo, con la pieve romanica dedicata a san Pietro, dove è esposta una terracotta invetriata della bottega di Giovanni Della Robbia.
- Parco di Sculture all'aperto a Spinello.
- Foresta di Campigna.
- Borgo di Camposonaldo.
- Chiesa di Santa Maria in Cosmedin (in frazione Isola) con una pala d'altare di Giulio Ponteghini.
- Santuario della Madonna della Collina (Collina di Pondo).
- Berleta, nella cui chiesa di San Benedetto è una tela con San Benedetto, attribuita a Giovanni Martinelli e databile al 1632-34 circa[10].
- Biserno.

### Aree naturali
Il comune si trova nel Parco nazionale delle Foreste Casentinesi, Monte Falterona e Campigna. Attorno a Campigna vi sono le foreste un tempo utilizzate dal Granducato di Toscana come riserva di legname per la fabbrica del duomo di Firenze e le flotte granducali, oggi rinomate per gli itinerari escursionistici e gli sport invernali. Una porzione della riserva naturale integrale di Sasso Fratino è ricompresa nel territorio comunale. La Riserva è stata riconosciuta il 7 luglio 2017 dall'UNESCO come Patrimonio dell'Umanità all'interno del sito seriale Foreste primordiali dei faggi dei Carpazi e di altre regioni d'Europa.

## Cultura
- Palazzo Nefetti. È sede della Comunità del Parco Nazionale delle Foreste Casentinesi, nonché del Centro visita del Parco, una struttura didattica. Nei locali del Centro è visitabile il Plastico della Romagna, costruito dal naturalista Pietro Zangheri.

### Eventi e ricorrenze

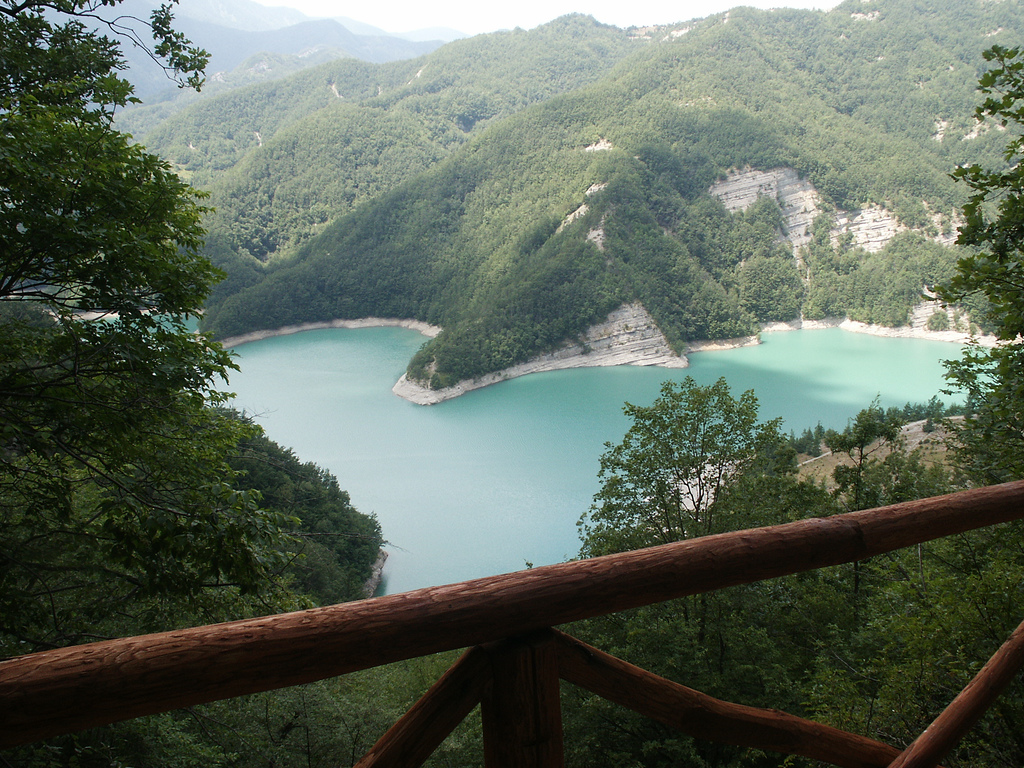
Diga di Ridracoli

- Fiera del lunedì di Pasqua (lunedì dell'Angelo);
- Premio Campigna, premio d'arte moderna nato nel 1955 (autunno);
- Premio Sportilia;
- Fiera di santa Lucia (13 dicembre).

## Società

### Evoluzione demografica
Abitanti censiti

### Etnie e minoranze straniere
Secondo i dati ISTAT, al 31 dicembre 2014 la popolazione straniera residente era di 552 persone. Le nazionalità maggiormente rappresentate in base alla loro percentuale sul totale della popolazione residente erano:
- Marocco 225 5,39%
- Romania 115 2,75%
- Cina 56 1,34%
- Bulgaria 34 0,81%

## Amministrazione

### Cronologia sindaci
Di seguito è presentata una tabella relativa alle amministrazioni che si sono succedute in questo comune.
| Periodo         | Periodo        | Primo cittadino   | Partito                             | Carica  | Note   |
| --------------- | -------------- | ----------------- | ----------------------------------- | ------- | ------ |
| 23 gennaio 1989 | 4 giugno 1990  | Maurizio Mainetti | Partito Comunista Italiano          | Sindaco | [ 13 ] |
| 4 giugno 1990   | 24 aprile 1995 | Maurizio Mainetti | Partito Comunista Italiano, poi PDS | Sindaco | [ 13 ] |
| 24 aprile 1995  | 14 giugno 2004 | Luciano Neri      | centro-sinistra                     | Sindaco | [ 13 ] |
| 14 giugno 2004  | 26 maggio 2014 | Flavio Foietta    | centro-sinistra                     | Sindaco | [ 13 ] |
| 26 maggio 2014  | 9 giugno 2024  | Daniele Valbonesi | Partito Democratico                 | Sindaco | [ 13 ] |
| 9 giugno 2024   | in carica      | Ilaria Marianini  | Partito Democratico                 | Sindaco |        |

## Sport
- Asd Santa Sofia Calcio, squadra di calcio che milita attualmente nel campionato di 1ª categoria.
- Asd Santa Sofia Calcio a 5, squadra di calcio a 5 che milita attualmente nel campionato di Serie C1.